# Mistrovství světa v plážovém fotbale 1995
Mistrovství světa v plážovém fotbale 1995 bylo 1. ročníkem MS v plážovém fotbale, které se konalo v brazilském městě Rio de Janeiro na pláži Copacabana v období od 24. do 29. ledna 1995. Účastnilo se ho 8 týmů, které byly rozděleny do 2 skupin po 4 týmech. Ze skupiny postoupily do vyřazovací fáze první a druhý celek. Vyřazovací fáze zahrnovala 4 zápasy. Brazílie postoupila do finále, ve kterém porazila Američany 8:1 a poprvé tak vyhrála mistrovství světa.

## Stadion
Mistrovství se odehrálo na jednom stadionu v jednom hostitelském městě: Copacabana Beach Soccer Arena (Rio de Janeiro).
| Rio de Janeiro                  |
| ------------------------------- |
| Copacabana Beach Soccer Arena   |
| Kapacita: 10 000 Rio de Janeiro |

## Týmy
Na tento turnaj se nehrála žádná kvalifikace, týmy byly pozvány. Afrika, Asie a Oceánie nebyla zastoupena žádným týmem.
| - Severní, Střední Amerika a Karibik (CONCACAF) - USA - Jižní Amerika (CONMEBOL) - Argentina - Uruguay |  | - Evropa (UEFA) - Anglie - Německo - Itálie - Nizozemsko - Hostitel - Brazílie |

## Skupinová fáze
| Vysvětlivky                                          |
| ---------------------------------------------------- |
| Týmy na prvních dvou místech postupují do semifinále |
| Vítěz zápasu je tučně zvýrazněn                      |

#### Skupina A
| Tým        | Z | V | R | P | VG | IG | +/− | B |
| ---------- | - | - | - | - | -- | -- | --- | - |
| Brazílie   | 3 | 3 | 0 | 0 | 31 | 8  | +23 | 9 |
| Itálie     | 3 | 2 | 0 | 1 | 15 | 15 | 0   | 6 |
| Uruguay    | 3 | 1 | 0 | 2 | 18 | 18 | 0   | 3 |
| Nizozemsko | 3 | 0 | 0 | 3 | 7  | 30 | −23 | 0 |

| 24. ledna 1995 |       |         |                 |
| Itálie         | 7 : 6 | Uruguay | Pláž Copacabana |
|                |       |         | Pláž Copacabana |

| 24. ledna 1995 |        |            |                 |
| Brazílie       | 16 : 2 | Nizozemsko | Pláž Copacabana |
|                |        |            | Pláž Copacabana |

| 25. ledna 1995 |       |            |                 |
| Itálie         | 6 : 1 | Nizozemsko | Pláž Copacabana |
|                |       |            | Pláž Copacabana |

| 25. ledna 1995 |       |         |                 |
| Brazílie       | 7 : 4 | Uruguay | Pláž Copacabana |
|                |       |         | Pláž Copacabana |

| 26. ledna 1995 |       |            |                 |
| Uruguay        | 8 : 4 | Nizozemsko | Pláž Copacabana |
|                |       |            | Pláž Copacabana |

| 26. ledna 1995 |       |        |                 |
| Brazílie       | 8 : 2 | Itálie | Pláž Copacabana |
|                |       |        | Pláž Copacabana |

#### Skupina B
| Tým       | Z | V | R | P | VG | IG | +/− | B |
| --------- | - | - | - | - | -- | -- | --- | - |
| USA       | 3 | 3 | 0 | 0 | 11 | 4  | +7  | 9 |
| Anglie    | 3 | 1 | 0 | 2 | 11 | 12 | −1  | 3 |
| Německo   | 3 | 1 | 0 | 2 | 8  | 12 | −4  | 3 |
| Argentina | 3 | 1 | 0 | 2 | 4  | 6  | −2  | 3 |

| 24. ledna 1995 |       |         |                 |
| USA            | 5 : 1 | Německo | Pláž Copacabana |
|                |       |         | Pláž Copacabana |

| 24. ledna 1995 |       |        |                 |
| Argentina      | 3 : 2 | Anglie | Pláž Copacabana |
|                |       |        | Pláž Copacabana |

| 25. ledna 1995 |       |         |                 |
| Anglie         | 7 : 6 | Německo | Pláž Copacabana |
|                |       |         | Pláž Copacabana |

| 25. ledna 1995 |       |           |                 |
| USA            | 3 : 1 | Argentina | Pláž Copacabana |
|                |       |           | Pláž Copacabana |

| 26. ledna 1995 |       |           |                 |
| Německo        | 1 : 0 | Argentina | Pláž Copacabana |
|                |       |           | Pláž Copacabana |

| 26. ledna 1995 |       |        |                 |
| USA            | 3 : 2 | Anglie | Pláž Copacabana |
|                |       |        | Pláž Copacabana |

## Vyřazovací fáze
|  | Semifinále | Semifinále | Semifinále |  |  | Finále      | Finále      | Finále      |
|  |            |            |            |  |  |             |             |             |
|  |            | USA        | 4          |  |  |             |             |             |
|  |            | Itálie     | 3          |  |  |             |             |             |
|  |            |            |            |  |  |             | Brazílie    | 8           |
|  |            |            |            |  |  |             | USA         | 1           |
|  |            | Brazílie   | 13         |  |  |             |             |             |
|  |            | Anglie     | 2          |  |  | Třetí místo | Třetí místo | Třetí místo |
|  |            |            |            |  |  |             | Anglie      | 7           |
|  |            |            |            |  |  |             | Itálie      | 6           |

27. ledna byl určen den odpočinku. 

#### Semifinále
| 28. ledna 1995 |       |        |                 |
| USA            | 4 : 3 | Itálie | Pláž Copacabana |
|                |       |        | Pláž Copacabana |

| 28. ledna 1995 |        |        |                 |
| Brazílie       | 13 : 2 | Anglie | Pláž Copacabana |
|                |        |        | Pláž Copacabana |

#### O 3. místo
| 29. ledna 1995 |       |        |                 |
| Anglie         | 7 : 6 | Itálie | Pláž Copacabana |
|                |       |        | Pláž Copacabana |

#### Finále
| 29. ledna 1995 |       |     |                 |
| Brazílie       | 8 : 1 | USA | Pláž Copacabana |
|                |       |     | Pláž Copacabana |